# 쿠스모토 테츠
쿠스모토 테츠(일본어: 楠本 哲 구스모토 데쓰[*])는 일본의 만화가이다.

## 작품 목록

### 연재중
- 《교섭인 도모토 레이지》〈월간 영 킹〉(쇼넨가호샤)

### 연재 종료
- 《극악 버터플라이》〈월간 소년 챔피언〉(아키타 쇼텐) 전 4권
- 《벤고☆스타》〈영 챔피언〉(아키타 쇼텐) 전 3권／(쇼넨가호샤) 전 2권[1]

- 《만천의 별》〈월간 소년 챔피언〉(아키타 쇼텐) 전 19권
- 《요코하마 밧쿠레대》〈월간 소년 챔피언〉(아키타 쇼텐) 전 8권
- 《무적도》원작 : 겐 히데모리 〈영 킹〉(쇼넨가호샤) 전 9권

### 단편집
- 《문신주실권》〈월간 영 킹〉(쇼넨가호샤) 창간호 (2006년 12월호)